# 布琼啦
布琼啦，中华人民共和国政治人物、全国脱贫攻坚先进个人。现任西藏自治区山南市曲松县曲松镇文化服务中心主任。

## 生平
布琼啦任山南市曲松县曲松镇措堆村驻村工作队队长兼第一书记，曲松镇政府文化服务中心主任。因在脱贫攻坚战中作出突出贡献，2021年2月25日全国脱贫攻坚总结表彰大会上，布琼啦被授予“全国脱贫攻坚先进个人”。